# Roning under sommer-OL 2020
Roning under Sommer-OL 2020 finder sted den 25. juli - 31. juli 2020 i Sea Forest Waterway, der ligger i Tokyo Bay zonen. Kvalifikationen til konkurrencen, der bliver afviklet i 14 klasser, giver mulighed for deltagelse af op til 526 roere, fordelt med 263 roere af hver køn. Konkurrencerne i de 14 klasser er fordelt således, at der er syv konkurrencer for hvert køn.

## Turneringsformat
Alle løb i alle discipliner blev afviklet på en 2000 meter lang robane og der kan maksimalt deltage seks roere eller mandskaber i hvert løb. I samtlige discipliner bliver der startet med indledende heats med efterfølgende opsamlingsheats, hvorefter der blev fortsat med finalerunderne. Alt efter antallet af deltagere i den enkelte disciplin er der kvartfinaler, semifinaler samt finaler.

## Tidsplan
Følgende tidsplan er planlagt:
| H | Heat | O | Opsamlingsheat | P | Placeringsløb | K | Kvartfinaler | S | Semifinaler | F | Finaler |

| Måned →                       | Juli   | Juli   | Juli   | Juli   | Juli   | Juli   | Juli   | Juli   | Juli   | Juli   | Juli   | Juli   | Juli   | Juli   | Juli   | Juli   |
| Dato →                        | Fre 24 | Fre 24 | Lør 25 | Lør 25 | Søn 26 | Søn 26 | Man 27 | Man 27 | Tir 28 | Tir 28 | Ons 29 | Ons 29 | Tor 30 | Tor 30 | Fre 31 | Fre 31 |
| Konkurrence ↓                 | M      | F      | M      | F      | M      | F      | M      | F      | M      | F      | M      | F      | M      | F      | M      | F      |
| ----------------------------- | ------ | ------ | ------ | ------ | ------ | ------ | ------ | ------ | ------ | ------ | ------ | ------ | ------ | ------ | ------ | ------ |
| Singlesculler herrer          | H      |        | O      |        | P      |        | K      |        | P      |        |        | S      | P      | P      | P      | F      |
| Singlesculler damer           | H      |        | O      |        | P      |        | K      |        | P      |        |        | S      | P      | P      | P      | F      |
| Dobbeltsculler herrer         |        | H      | O      |        |        |        |        | S      |        |        | P      | F      |        |        |        |        |
| Dobbeltsculler damer          |        | H      | O      |        |        |        |        | S      |        |        | P      | F      |        |        |        |        |
| Dobbeltfirer herrer           |        | H      |        |        |        | O      |        |        | P      | F      |        |        |        |        |        |        |
| Dobbeltfirer damer            |        | H      |        |        |        | O      |        |        | P      | F      |        |        |        |        |        |        |
| Letvægtsdobbeltsculler herrer |        |        |        | H      |        | O      |        |        | P      | S      |        |        | F      | P      |        |        |
| Letvægtsdobbeltsculler damer  |        |        |        | H      |        | O      |        |        | P      | S      |        |        | F      | P      |        |        |
| Toer uden styrmand herrer     |        |        | H      |        | O      |        |        |        |        | S      |        |        | F      | P      |        |        |
| Toer uden styrmand damer      |        |        | H      |        | O      |        |        |        |        | S      |        |        | F      | P      |        |        |
| Firer uden styrmand herrer    |        |        |        | H      |        |        |        | O      |        |        | P      | F      |        |        |        |        |
| Firer uden styrmand damer     |        |        |        | H      |        |        |        | O      |        |        | P      | F      |        |        |        |        |
| Otter med styrmand herrer     |        |        |        |        |        | H      |        |        |        |        |        | O      |        |        |        | F      |
| Otter med styrmand damer      |        |        |        |        |        | H      |        |        |        |        |        | O      |        |        |        | F      |

## Medaljefordeling

### Medaljetabel
| Placering | Land                      | Guld | Sølv | Bronze | Total |
| --------- | ------------------------- | ---- | ---- | ------ | ----- |
| 1         | New Zealand               | 3    | 2    | 0      | 5     |
| 2         | Australien                | 2    | 0    | 2      | 4     |
| 3         | Holland                   | 1    | 2    | 2      | 5     |
| 4         | Rumænien                  | 1    | 2    | 0      | 3     |
| 5         | Frankrig                  | 1    | 1    | 0      | 2     |
| 6         | Kina                      | 1    | 0    | 2      | 3     |
| 6         | Italien                   | 1    | 0    | 2      | 3     |
| 8         | Canada                    | 1    | 0    | 1      | 2     |
| 8         | Kroatien                  | 1    | 0    | 1      | 2     |
| 8         | Irland                    | 1    | 0    | 1      | 2     |
| 11        | Grækenland                | 1    | 0    | 0      | 1     |
| 12        | Tyskland                  | 0    | 2    | 0      | 2     |
| 12        | Ruslands Olympiske Komité | 0    | 2    | 0      | 2     |
| 14        | Storbritannien            | 0    | 1    | 1      | 2     |
| 15        | Norge                     | 0    | 1    | 0      | 1     |
| 15        | Polen                     | 0    | 1    | 0      | 1     |
| 17        | Østrig                    | 0    | 0    | 1      | 1     |
| 17        | Danmark                   | 0    | 0    | 1      | 1     |
| Total     | Total                     | 14   | 14   | 14     | 42    |

### Herrer
| Event                           | Guld | Sølv | Bronze |
| ------------------------------- | --- | --- | --- |
| Singlesculler (herrer)          | Stefanos Ntouskos · Grækenland | Kjetil Borch · Norge | Damir Martin · Kroatien |
| Dobbeltsculler (herrer)         | Hugo Boucheron · Matthieu Androdias · Frankrig | Melvin Twellaar · Stef Broenink · Holland | Liu Zhiyu · Zhang Liang · Kina |
| Dobbeltfirer (herrer)           | Holland · Dirk Uittenbogaard · Abe Wiersma · Tone Wieten · Koen Metsemakers                                                                               | Storbritannien · Harry Leask · Angus Groom · Tom Barras · Jack Beaumont                                                                                                  | Australien · Jack Cleary · Caleb Antill · Cameron Girdlestone · Luke Letcher                                                                                    |
| Letvægtsdobbeltsculler (herrer) | Irland · Fintan McCarthy · Paul O'Donovan | Tyskland · Jonathan Rommelmann · Jason Osborne | Italien · Stefano Oppo · Pietro Ruta |
| Toer uden styrmand (herrer)     | Kroatien · Martin Sinković · Valent Sinković | Rumænien · Marius Cozmiuc · Ciprian Tudosă | Danmark · Frederic Vystavel · Joachim Sutton |
| Firer uden styrmand (herrer)    | Australien · Alexander Purnell · Spencer Turrin · Jack Hargreaves · Alexander Hill                                                                        | Rumænien · Mihăiță Vasile Țigănescu · Mugurel Semciuc · Ștefan Constantin Berariu · Cosmin Pascari                                                                       | Italien · Matteo Castaldo · Marco Di Costanzo · Matteo Lodo · Giuseppe Vicino · Bruno Rosetti                                                                   |
| Otter med styrmand (herrer)     | New Zealand · Tom Mackintosh · Hamish Bond · Tom Murray · Michael Brake · Dan Williamson · Phillip Wilson · Shaun Kirkham · Matt Macdonald · Sam Bosworth | Tyskland · Johannes Weißenfeld · Laurits Follert · Olaf Roggensack · Torben Johannesen · Jakob Schneider · Malte Jakschik · Richard Schmidt · Hannes Ocik · Martin Sauer | Storbritannien · Josh Bugajski · Jacob Dawson · Thomas George · Moe Sbihi · Charles Elwes · Oliver Wynne-Griffith · James Rudkin · Thomas Ford · Henry Fieldman |

### Damer
| Event                          | Guld | Sølv | Bronze |
| ------------------------------ | --- | --- | --- |
| Singlesculler (damer)          | Emma Twigg · New Zealand | Hanna Prakatsen · Ruslands Olympiske Komité | Magdalena Lobnig · Østrig                                                                                            |
| Dobbeltsculler (damer)         | Rumænien · Nicoleta-Ancuța Bodnar · Simona Radiș | New Zealand · Brooke Donoghue · Hannah Osborne | Holland · Roos de Jong · Lisa Scheenaard                                                                             |
| Dobbeltfirer (damer)           | Kina · Chen Yunxia · Zhang Ling · Lü Yang · Cui Xiaotong | Polen · Agnieszka Kobus · Marta Wieliczko · Maria Sajdak · Katarzyna Zillmann                                                                          | Australien · Ria Thompson · Rowena Meredith · Harriet Hudson · Caitlin Cronin                                        |
| Letvægtsdobbeltsculler (damer) | Italien · Valentina Rodini · Federica Cesarini | Frankrig · Laura Tarantola · Claire Bové | Holland · Marieke Keijser · Ilse Paulis                                                                              |
| Toer uden styrmand (damer)     | New Zealand · Grace Prendergast · Kerri Gowler | Ruslands Olympiske Komité · Vasilisa Stepanova · Elena Oriabinskaia                                                                                    | Canada · Caileigh Filmer · Hillary Janssens                                                                          |
| Firer uden styrmand (damer)    | Australien · Lucy Stephan · Rosemary Popa · Jessica Morrison · Annabelle McIntyre                                                                                     | Holland · Ellen Hogerwerf · Karolien Florijn · Ymkje Clevering · Veronique Meester                                                                     | Irland · Aifric Keogh · Eimear Lambe · Fiona Murtagh · Emily Hegarty                                                 |
| Otter med styrmand (damer)     | Canada · Susanne Grainger · Kasia Gruchalla-Wesierski · Madison Mailey · Sydney Payne · Andrea Proske · Lisa Roman · Christine Roper · Avalon Wasteneys · Kristen Kit | New Zealand · Ella Greenslade · Emma Dyke · Lucy Spoors · Kelsey Bevan · Grace Prendergast · Kerri Gowler · Beth Ross · Jackie Gowler · Caleb Shepherd | Kina · Guo Linlin · Ju Rui · Li Jingjing · Miao Tian · Wang Zifeng · Wang Yuwei · Xu Fei · Zhang Min · Zhang Dechang |